# Рат, Карл
Карл Рат (нем. Karl Rath; 9 января 1909, Люденшайд, Германская империя — 5 апреля 1993, Бюккебург, Германия) — оберштурмфюрер СС, командир части айнзацкоманды 9 в составе айнзацгруппы B. 

## Биография
Карл Рат родился 9 января 1909 года в семье продавца. С 1916 по 1921 году посещал народную школу в Люденшайде и Ритберге. В 1921 году вместе с семьей переехал в Бюккебург, где посещал местную гимназию. В 1924 году из-за финансовых трудностей родителей покинул гимназию. Рат получил образование специалиста по розничной торговле в одной из фирм в Бюккебурге и после окончания обучения до 1927 года работал торговым представителем в разных фирмах. С 1925 по 1927 год принадлежал к Младогерманскому ордену. В 1932 году стал безработным и 1 августа вступил в НСДАП (билет № 1265100) и Штурмовые отряды (СА). С 1 апреля 1933 года управлял книжным магазином, где продавались  товары нацистской партии. В 1934 году Рат оставил бизнес. В районном управлении Бюккебурга он нашёл работу в качестве подсобного рабочего. 30 августа 1934 года был принят на работу в земельное управление Шаумбург-Липпе в качестве клерка. С 25 мая 1935 служил в отделении гестапо в Бюккебурге. 1 января 1938 года в звании секретаря уголовной полиции был принят в отделение гестапо в Билефельде. С августа 1939 года возглавлял отделение гестапо в Бюккебурге.
В конце мая 1941 года был отправлен в Бад-Дюбен, где он был зачислен в айнзацкоманду 9, входившую в состав айнзацгруппы B. В сентябре 1941 года участвовал в уничтожении 1025 евреев в Яновическом гетто. С октября 1941 года возглавлял передовой отряд, действовавший в Витебске. В январе 1942 года руководил расстрелом по меньшей мере 8 евреев и провёл казнь 50 евреев. Летом 1944 года был переведён в отделение гестапо в Бад-Айльзене, где оставался до конца войны.
После окончания войны скрылся под именем Арнольд Рабе и перебивался случайными заработками. В конце августа 1948 года зарегистрировался под своим настоящим именем в британской оккупационной администрации в Билефельде. 21 сентября 1948 года был арестован и один месяц был интернирован в Бад-Фаллингбостеле. 20 января 1949 года в ходе процедуры денацификации за принадлежность к гестапо был приговорён к 6 месяцам исправительных лагерей. На Рождество 1949 года наказание было заменено на денежный штраф в 600 немецких марок. 31 декабря 1949 года штраф был снят. Впоследствии Рат проживал в Бюккеберге, где работал представителем торговой компании по монтажу и электротехнике. В апреле 1959 года был допрошен в качестве свидетеля по делу об айнзацгруппе 9. 13 января 1960 года был арестован, но через четыре дня был освобождён из-за недостатка улик. С 17 января по 29 июня 1961 и с 4 февраля 1965 находился в следственном изоляторе тюрьмы Моабит. 6 мая 1966 года земельным судом Западного Берлина за пособничество в убийстве в двух случаях был приговорён к 5 годам заключения в тюрьме строгого режима. В мае 1968 года был условно-досрочно освобождён.